# West Sussex Football League
West Sussex Football League är en engelsk fotbollsliga, grundad 1896. Ligan har elva divisioner och toppdivisionen Premier Division ligger på nivå 12 i det engelska ligasystemet.
Ligan är en matarliga till Southern Combination Football League.
Inte bara klubbar från West Sussex kan vara med i ligan, utan även klubbar från Surrey och Hampshire.